# یولدوز عثمانوا
یولدوز عثمانوا (به ازبکی : Ulduz Usmonova), (زاده ۱۲ دسامبر ۱۹۶۳در مرغیلان), خوانندهٔ سرشناس اهل  ازبکستان است.

## زندگی‌نامه
یولدوز عثمانوا در ۱۲ دسامبر ۱۹۶۳ در شهر مرغیلان استان فرغانه در ازبکستان متولد گردید. والدینش در کارخانهٔ ابریشم‌بافی کار می‌کردند. او در کانون علوم تربیتی موسیقی در مرغیلان تحصیل کرده‌است.
گوهرخانم رحیموا در نمایش روز زن استعداد او را کشف نمود و درهای فراوانی را به روی او گشود. بدین طریق به استادان کنسرواتوار دولتی ازبکستان معرفی گردید، در آن جا پذیرفته شد و تحصیل کرد. پس از استقلال ازبکستان در سال  ۱۹۹۱ خوانندهٔ سرشناسی در ازبکستان گردید. او در سرتاسر آسیای میانه پرآوازه شد و آهنگ‌های گوناگونی به زبان‌های ازبکی، فارسی تاجیکی، اویغوری، ترکی استانبولی، روسی، عربی، قزاقی و تاتاری خواند.
به عنوان پرآوازه‌ترین خوانندهٔ ازبکستان، در کنسرت‌های فراوانی شرکت کرد و آلبوم‌های زیادی به بازار ارائه داد. او از انگشت‌شمار خوانندگانی است که ترانه‌ها را همیشه به صورت زنده اجرا می‌کند. برای دوره‌ای نمایندهٔ مجلس ازبکستان گردید. عثمانوا اختلافاتی با دولت اسلام کریمف داشته است که در مواردی باعث تبعید خودخواستهٔ او به روسیه، ایالات متحده و اخیراً ترکیه شده است.
در سال ۲۰۰۸ عثمانوا به ترکیه مهاجرت کرد و اذعان داشت که از درگیری سیاسی ناراضی است و در رخداد های ۱۳ مهٔ ۲۰۰۵ در فرغانه (که به جمعهٔ خونین درهٔ فرغانه معروف است) بی‌گناه بوده است، در حالی که در مصاحبه‌های شخصی‌اش اظهار داشته است از کنترل دولت ازبکستان بر این که خوانندگان کجا می‌توانند اجرا داشته باشند ناراضی است. او گفته است که دولت ازبکستان در اجراهای او در ترکمنستان که با ازبکستان اختلافات مرزی داشته است اشکال‌تراشی نموده است. پس از اقامت در ترکیه زندگی حرفه‌ای موفقی داشته است به گونه‌ای که با آهنگ‌های اوپ و سِنی سِوِردیم که آخری را با یاشار خوانندهٔ نامدار ترکیه اجرا کرده است به صدر جدول پرفروش‌ترین‌ها رسیده است.
او دختری به نام نیلوفر عثمانوا دارد که در سال ۱۹۸۶ متولد شده است و مانند مادرش خواننده می‌باشد.
در سال ۲۰۰۶ آلبومی به نام بیا جانم به بازار ارائه داد که تمام آهنگ‌هایش به زبان  فارسی می‌باشد. او با اندی مددیان خوانندهٔ ایرانی نیز اجرای مشترک داشته است.

## آلبوم‌ها
| سال انتشار | نام آلبوم به ازبکی       |
| ---------- | ------------------------ |
| ۱۹۹۳       | alma alma                |
| ۲۰۰۰       | Ozbekistan               |
| ۲۰۰۲       | Yoshligim Beboshligim    |
| ۲۰۰۳       | O Iyubvi                 |
| ۲۰۰۶       | Biyo Jonam               |
| ۲۰۱۲       | Baxt Kelganda Shukur Qil |
| ۲۰۱۴       | Sen Uchun                |
| ۲۰۱۷       | Bancha Gozal bu Xayot    |
| ۲۰۱۷       | Mendan Meno Sorama       |